# Sobrelapeña
Sobrelapeña es la capital del municipio de Lamasón (Cantabria, España). En el año 2022 contaba con una población de 33 habitantes (INE).
La localidad se encuentra a 240 m s. n. m., y está a 85 km de distancia de la capital cántabra Santander.